# España en los Juegos Olímpicos de Londres 1948
España estuvo representada en los Juegos Olímpicos de Londres 1948 por una delegación de 64 deportistas (todos hombres) que participaron en 9 deportes. El portador de la bandera en la ceremonia de apertura fue el boxeador Fabián Vicente del Valle.
Responsable del equipo olímpico fue el Comité Olímpico Español (COE), así como las federaciones deportivas nacionales de cada deporte con participación.

## Medallas
El equipo olímpico español consiguió durante los Juegos las siguientes medallas:
| Nombre                                                                                                 | Deporte | Competición        | Fecha        |
| --- | ------- | ------------------ | ------------ |
| Oro |         |                    |              |
| — |         |                    |              |
| Plata                                                                                                  |         |                    |              |
| Jaime García Cruz (Bizarro) Marcelino Gavilán y Ponce de León (Forajido) José Navarro Morenés (Quórum) | Hípica  | Saltos por equipos | 14 de agosto |
| Bronce                                                                                                 |         |                    |              |
| — |         |                    |              |

### Por deporte
| Evento | Oro | Plata | Bronce | Total |
| ------ | --- | ----- | ------ | ----- |
| Hípica | 0   | 1     | 0      | 1     |
| TOTAL  | 0   | 1     | 0      | 1     |

## Diplomas olímpicos
En estos Juegos se entregó por primera vez un diploma olímpico a los atletas clasificados hasta el sexto puesto (a partir de los Juegos de Los Ángeles 1984 se amplió la entrega de diplomas a los ocho mejores atletas). En total se consiguieron 5 diplomas olímpicos en diversos deportes, de estos 1 correspondió a diploma de cuarto puesto, 3 de quinto y 1 de sexto.
| Nombre                                                                                                 | Deporte | Competición                   | Fecha        |
| --- | ------- | ----------------------------- | ------------ |
| 4.° |         |                               |              |
| Álvaro Vicente Domenech                                                                                | Boxeo   | Gallo (54 kg)                 | 7 de agosto  |
| 5.° |         |                               |              |
| Jaime García Cruz (Bizarro)                                                                            | Hípica  | Saltos individual             | 14 de agosto |
| Fernando Gazapo de Sagarra (Vivian) Santiago Martínez Larraz (Fogoso) Joaquín Nogueras Márquez (Epsom) | Hípica  | Concurso completo por equipos | 13 de agosto |
| Joaquín Nogueras Márquez (Epsom)                                                                       | Hípica  | Concurso completo individual  | 13 de agosto |
| 6.° |         |                               |              |
| Ángel León Gozalo                                                                                      | Tiro    | Pistola 50 m                  | 2 de agosto  |

## Participantes por deporte
De los 17 deportes (20 disciplinas) reconocidos por el COI en los Juegos Olímpicos de verano, se contó con representación española en 9 deportes (10 disciplinas). 
| N.º | Deporte            | H  | M | T  |
| 1   | Atletismo          | 8  | 0 | 8  |
| 2   | Baloncesto         | 0  | – | 0  |
| 3   | Boxeo              | 8  | – | 8  |
| 4   | Ciclismo en ruta   | 0  | – | 0  |
| 4   | Ciclismo en pista  | 0  | – | 0  |
| 5   | Esgrima            | 0  | 0 | 0  |
| 6   | Fútbol             | 0  | – | 0  |
| 7   | Gimnasia artística | 0  | 0 | 0  |
| 8   | Halterofilia       | 0  | – | 0  |
| 9   | Hípica             | 7  | 0 | 7  |
| 10  | Hockey             | 14 | – | 14 |
| 11  | Lucha              | 0  | – | 0  |
| 12  | Natación           | 6  | 0 | 6  |
| 12  | Saltos             | 0  | 0 | 0  |
| 12  | Waterpolo          | 8  | – | 8  |
| 13  | Pentatlón moderno  | 3  | – | 3  |
| 14  | Piragüismo         | 0  | 0 | 0  |
| 15  | Remo               | 1  | – | 1  |
| 16  | Tiro               | 6  | – | 6  |
| 17  | Vela               | 3  | 0 | 3  |
|     | TOTAL              | 64 | 0 | 64 |